# Peter
Peter ist ein männlicher Vorname sowie ein Familienname.

## Herkunft und Bedeutungen
Beim Namen Peter handelt es sich um eine Variante des griechischen Namens Πέτρος Pétros, der auf die gleichlautende Vokabel zurückgeht und „Stein“ bedeutet. Die Bedeutung ist im Sinne einer Auszeichnung zu verstehen und soll Festigkeit und Zuverlässigkeit symbolisieren. Mt 16,18  deutet den Namen mit „Du bist Petrus (Πέτρος Pétros, deutsch ‚Stein‘) und auf diesen Felsen (πέτρα pétra, deutsch ‚Fels, Felsstück‘) will ich meine Gemeinde bauen“.

### Synonyme Verwendung
Im Deutschen hat Peter auch den appellativen Sinn von Tölpel „ungeschickter Mensch“. Diese oder ähnliche Bedeutungen treten in Komposita wie Lügenpeter, Heulpeter, Hackepeter oder Ziegenpeter auf, wobei die Herkunft der Bezeichnungen Schwarzer Peter, Hackepeter und Miesepeter unsicher ist.

## Verbreitung
Der Name Peter geht auf den Beinamen des Jüngers Simon Petrus zurück. Bis dahin sind weder Πέτρος Pétros noch seine aramäische Ursprungsform כֵּיפָא kēp̄āʾ als Namen bezeugt. Erst mit der Verbreitung des Christentums wandelte sich der Beiname zum Eigennamen und verbreitete sich schließlich in seinen Varianten in der christlichen Welt.

### International
Der Name Peter kam durch die Normannen in seiner altfranzösischen Variante Piers nach England. Im 15. Jahrhundert verbreitete sich die Schreibweise Peter. Noch in den 1990er Jahren war der Name in England und Wales sehr beliebt, jedoch sank seine Popularität mit den Jahren. Seit 2003 zählt der Name nicht mehr zu den 100 meistgewählten Jungennamen, jedoch ist er bis heute mäßig beliebt. Zuletzt stand er auf Rang 226 der Vornamenscharts (Stand 2020). Ein ähnliches Bild zeigt sich auch in den beiden übrigen Landesteilen. In Nordirland belegte der Name zuletzt im Jahr 2018 eine Platzierung in der Top-100 der Vornamenscharts. In Schottland erreichte Peter zuletzt im Jahr 2008 eine Platzierung auf dieser Hitliste.
In Irland zählte Peter noch bis in die 1980er Jahre hinein zu den 20 beliebtesten Jungennamen. Auch hier ließ die Popularität des Namens in den vergangenen Jahren nach. Zuletzt erreichte er im Jahr 2018 eine Top-100-Platzierung.
Schon im ausgehenden 19. Jahrhundert zählte Peter in den USA zu den beliebtesten Jungennamen. Erst seit den 1990er Jahren sinkt die Beliebtheit. Im Jahr 1997 verließ der Name die Top-100 der Vornamenscharts, seit 2012 gehört er auch nicht mehr zu den 200 meistgewählten Jungennamen. Zuletzt belegte der Name Rang 215 der Vornamenscharts (Stand 2021). Ein ähnliches Bild zeigt sich auch in Kanada.
In Australien stand Peter von 1954 bis 1960 an der Spitze der Vornamenscharts. Insbesondere seit den 1980er Jahren sinkt die Beliebtheit des Namens. Im Jahr 2006 erreichte der Name zuletzt eine Platzierung unter den 100 meistgewählten Jungennamen. In Neuseeland stand der Name Peter im gesamten 20. Jahrhundert auf der Hitliste der 100 beliebtesten Jungennamen. In den 1920er Jahren nahm seine Popularität zu, sodass er von 1928 bis 1968 zur Top-10 der Vornamenscharts zählte. In den Jahren 1956 bis 1959 erreichte er sogar die Spitzenposition. Im Jahr 2002 verließ er erstmals die Top-100, trat jedoch mehrfach wieder in diese Hitliste ein. Zuletzt erreichte er im Jahr 2013 die Schlussposition der Top-100.
Der Name hatte in Frankreich in den 1970er und 1980er Jahren seine Hochphase, in der er häufiger vergeben wurde. Den besten Platz erzielte er im Jahr 1985 mit Rang 238. In Belgien wird der Name seit 1995 regelmäßig bei der Namenswahl berücksichtigt, jedoch in einem geringen Volumen. Peter kommt in den Niederlanden seit 1930 jedes Jahr in den Hitlisten vor. Bis zum Jahr 1988 lag er dauerhaft in den Top-30, danach ließ seine Popularität kontinuierlich nach. Von 1930 bis 2023 wurde er etwa 81.100 Mal vergeben.
In Slowenien zählt Peter zu den beliebtesten Jungennamen. Im Jahr 2021 belegte der Name Rang 85 der Hitliste. Die Schreibweise Péter liegt in Ungarn seit 2000 stets in den Top-30. Bis 2012 lag der Name sogar durchgehend in den Top-10. Der Name tauchte in Polen nach der Jahrtausendwende kurz in den Top-200 auf. In Tschechien befand sich der Name von 1942 bis 1991 dauerhaft in den Top-100. Seitdem sinkt seine Popularität. Der Name befindet sich in der Slowakei seit dem Jahr 2000 jährlich in den Top-20 der Hitlisten. Bis 2006 lag er sogar in den Top-10.
Peter war in Dänemark im letzten Jahrhundert ein beliebter Jungenname aus den Top-100, seit der Jahrtausendwende geht seine Popularität stetig zurück. In Schweden wird der Name seit den späten 1990er Jahren regelmäßig vergeben, besonders beliebt war er hingegen Mitte des letzten Jahrhunderts. In Norwegen gilt Peter als geläufiger Name, der jährlich bei der Namenswahl berücksichtigt wird.

### Deutschsprachiger Raum
Peter ist in Deutschland ein sehr populärer Name. In einer aus wissenschaftlicher Sicht unzureichender Auswertung der Jahrgänge 1890 bis 2002 ist Peter der häufigste Männername. Eine weitere Auswertung, die die Geburtenjahrgänge 1945 bis 2000 umfasst, sieht den Namen auf Rang 4. Bereits im ausgehenden 19. Jahrhundert war der Name beliebt. Die Popularität stieg in den 1920er und 1930er Jahren und vom Ende der 1930er Jahre bis in die 1960er Jahre hinein zu den beliebtesten Jungennamen des Landes. Dabei erreichte der Name fünfmal die Spitze der Vornamenscharts. In den 1970er Jahren sank die Popularität, pendelte sich jedoch bis in die 1980er Jahre um Rang 50 der Hitliste ein. Seit den 1990er Jahren geriet der Name außer Mode. Im Jahr 2021 belegte der Name Rang 310 der Vornamenscharts. Als Zweitname ist Peter jedoch relativ beliebt. Auf der Hitliste der beliebtesten Zweitnamen belegte er im selben Jahr Rang 41.
In Österreich lag der Name von 1984 bis 1993 in den Top-30. Seit den 1980er Jahren lässt seine Beliebtheit stetig nach. Im Jahr 2023 belegte er Rang 105. Von 1984 bis 2023 wurde der Name etwa 9.600 Mal gewählt. In der Schweiz wird der Name seit über hundert Jahren regelmäßig vergeben. Von 1930 bis 1982 lag er stets in den Top-30. Zwischen den frühen 1950er bis zu den 1960er Jahren hatte er einige Male die Spitzenposition inne. Seit Mitte der 1990er Jahre hat seine Beliebtheit stark nachgelassen und der Name befindet sich nicht mehr in den Top-100. Von 1930 bis 2023 wurden circa 55.300 Jungen so genannt. Die Vergabe ist auch in Liechtenstein nachgewiesen.

## Varianten

### Vorname

#### Männliche Varianten
- Albanisch: Pjetër
- Arabisch: بطرس bitrūs
- Armenisch: Պետրոս Bedros, Petros
- Baskisch: Peru, Petri
  - Diminutiv: Peio
- Belarusisch: Пётр Pjotr
- Bretonisch: Per
  - Diminutiv: Perig
- Bulgarisch: Петър Petar
  - Diminutiv: Пенчо Pencho, Пенко Penko
- Dänisch: Peder
  - Diminutiv: Peer, Per
- Deutsch: Peter, Petrus
- Englisch: Peter, Peers, Piers
  - Diminutiv: Pete
- Esperanto: Petro
- Estnisch: Peeter
- Färöisch: Petur
- Finnisch: Petri, Petteri, Pietari
  - Diminutiv: Peetu, Pekka
- Französisch: Pierre
  - Mittelalterlich: Piers
  - Diminutiv: Pierrick
- Friesisch: Pitter
- Georgisch: პეტრე Petre
- Griechisch: Πέτρος Petros
- Hausa: Bitrus
- Hawaiianisch: Pika
- Irisch: Peadar, Piaras
- Isländisch: Pétur
- Italienisch: Pier, Piero, Pietro
  - Diminutiv: Pierino
    - Mittelalterlich: Petruccio
- Katalanisch: Pere
- Kirchenslawisch: Петръ Petru
- Korsisch: Petru
- Kroatisch: Petar
  - Diminutiv: Pejo, Perica, Pero
- Latein: Petrus
- Lettisch: Pēteris
- Limburgisch: Pitter
  - Diminutiv: Pit
- Litauisch: Petras
- Maorisch: Petera
- Mazedonisch: Петар Petar, Петре Petre
  - Diminutiv: Пеце Pece, Перо Pero
- Niederländisch: Petrus, Pier, Pieter
  - Diminutiv: Piet
- Normannisch: Pièrre
- Norwegisch: Peder, Petter
  - Diminutiv: Peer, Per
- Okzitanisch: Pèire
- Polnisch: Piotr
- Portugiesisch: Pedro
  - Diminutiv: Pedrinho
- Rumänisch: Petre, Petru
  - Diminutiv: Petrică, Petruț
- Russisch: Пётр Pjotr
  - Diminutiv: Петя Petja
- Sardinisch: Pedru
- Schottisch-gälisch: Peadar
- Schwedisch: Peder, Petter, Pierre
  - Diminutiv: Pär, Pehr, Pelle, Per
- Serbisch: Петар Petar
  - Diminutiv: Перица Perica, Пејо Pejo, Перо Pero
- Spanisch: Pedro
- Tschechisch: Petr
  - Diminutiv: Péťa, Peťa, Petřík
- Ukrainisch: Петро Petro
- Ungarisch: Péter
  - Diminutiv: Peti
- Walisisch: Pedr

#### Weibliche Varianten
- Bulgarisch: Петра Petra
  - Diminutiv: Пенка Penka, Петя Petja, Петрана Petrana
- Englisch: Petra
  - Australisch: Peta
  - Diminutiv: Petrina
- Finnisch: Petra
- Französisch
  - Diminutiv: Perrine, Pierrette
- Deutsch: Petra
- Griechisch: Πετρούλα Petroula, Petrula
- Italienisch: Piera, Pietra
  - Diminutiv: Pierina, Pietrina
- Kroatisch: Petra
- Niederländisch: Petra
- Tschechisch: Petra
  - Diminutiv: Péťa, Peťa, Petruška
- Ungarisch: Petra

### Familienname
- Armenisch: Պետրոսյան Bedrosian, Petrosjan
- Bulgarisch: Петров Petrow
- Dänisch: Petersen, Pedersen
- Deutsch: Peters, Peterssen, Petters, Peterle, Petermann
- Englisch: Pearce, Pearson, Peter, Peters, Peterson, Pierce, Pierson, Pederson
  - Diminutiv: Park, Parkins, Parkinson, Parks, Perkins
- Finnisch
  - Diminutiv: Pekkanen
- Französisch: Pierre
  - Diminutiv: Perrault, Perreault, Perrin, Perrot
- Italienisch: Di Pietro, Petri, Pietri
  - Diminutiv: Pedrotti
- Kroatisch: Petrić, Petrović
  - Diminutiv: Perić, Perko, Perković
- Litauisch: Petrauskas
- Mazedonisch: Петровски Petrowski
  - Diminutiv: Пандев Pandew
- Niederländisch: Peeters, Peters
- Norwegisch: Petersen, Pedersen, Pettersen
- Rumänisch: Petran, Petrescu
- Russisch: Петров Petrow
- Schwedisch: Petersson, Pettersson, Petterson, Pedersson
  - Diminutiv: Persson
- Serbisch: Петровић Petrović
  - Diminutiv: Перић Petrić
- Slowenisch
  - Diminutiv: Perko
- Tschechisch
  - Diminutiv: Pecháček, Pešek
- Ungarisch: Péter
  - Diminutiv: Pethes, Pető, Petőcs, Petőfi

## Namenstag
- 21. Februar: nach Petrus Damiani
- 26. April: nach Peter von Betancurt
- 28. April: nach Peter Chanel
- 29. Juni: nach Simon Petrus
- 2. Juli: nach Peter von Luxemburg
- 30. Juli: nach Petrus Chrysologus
- 1. August: nach Peter Faber
- 9. September: nach Petrus Claver
- 18. Oktober: nach Petrus von Alcántara
- 9. Dezember: nach Pierre Fourier

- 21. Dezember: nach Peter Friedhofen

## Namensträger
Es gibt eine große Zahl von Persönlichkeiten mit Vornamen Peter. Siehe Wikipedia Personensuche

### Einname
Heiliger Peter
- Simon Petrus (1. Jh.), angenommener erster Bischof von Rom
- Peter von Rates (auch Peter von Braga, port.: São Pedro de Rates; † angebl. um 60, tatsächl. wohl 5. od. 6. Jh.), Heiliger, gilt als erster Bischof von Braga
- Peter von Sebaste (um 340–391), Bischof und Heiliger
- Peter von Luxemburg (1369–1387), französischer Kardinal und Bischof von Metz
- Peter (Moskau) (ca. 1260–1326), Metropolit von Kiew und Moskau

Siehe auch: Sankt Peter, Begriffsklärungen für christlichen Zusammenhang
Herrscher
→ siehe Liste der Herrscher namens Peter
Weitere
- Peter (Juwelier) (13./12. Jhdt. v. Chr.), altägyptischer Juwelier
- Peter Bartholomäus († 1099), französischer Mönch und Mystiker, der die Ritter auf dem Ersten Kreuzzug begleitete
- Peter der Einsiedler (auch Peter von Amiens; um 1050–1115), französischer Prediger zur Zeit des Ersten Kreuzzugs
- Peter de Colechurch (Peter of Colechurch; † 1205), englischer Geistlicher und Architekt
- Peter von Kastl (um 1400), deutscher Benediktinermönch
- Peter von Koblenz (um 1440–1501), mittelalterlicher Baumeister
- Peter von Englisberg (um 1470–1545), Ritter des Johanniterordens; der letzte Komtur der Kommenden Münchenbuchsee und Thunstetten

### Fiktive Personen
- Peter und der Wolf, musikalisches Märchen von Sergej Prokofjew
- Peter Pan, Hauptfigur einer Kindergeschichte von James M. Barrie
- Der Ziegenpeter, Romanfigur der Heidi-Kinderbücher v. J. Spyri
- Peterchens Mondfahrt, zeitgenössisches Märchen von Gerdt von Bassewitz
- Peter Parker in dem Comic Spider-Man

## Familienname

### A
- Adolf Peter (Politiker) (1888–1946), österreichischer Politiker (LBd)
- Adolf Peter (Filmproduzent), österreichischer Filmproduzent
- Albert Peter (Botaniker) (Gustav Albert Peter; 1853–1937), deutscher Botaniker
- Albert Peter (Kirchenjurist), deutscher Kirchenjurist
- Albert Peter (Landrat) (1889–1955), deutscher Verwaltungsjurist
- Alex Mariah Peter (* 1997), deutsches Model
- Allan Peter (* 1995), salomonischer Fußballspieler
- Allison Peter (* 1992), Sprinterin von den Amerikanischen Jungferninseln
- Angelika Peter (* 1945), deutsche Pädagogin und Politikerin (SPD)
- Anny Peter (1882–1958), Schweizer Pazifistin und Verbandsfunktionärin
- Anton Peter (1823–1910), deutscher Politiker, MdL Kurhessen
- Armin Peter (* 1939), deutscher Volkswirt, Genossenschafter und Publizist
- August Peter (Politiker) (1873–1959), Schweizer Verleger und Politiker (FDP)
- August Josef Peter (auch Joseph Peter; 1906–1963), deutscher Architekt
- August Wilhelm Peter (1914–2001), deutscher Grafiker, Schriftsteller und Heimatforscher

### B
- Babett Peter (* 1988), deutsche Fußballspielerin
- Balázs Péter (* 1996), rumänischer Eishockeyspieler
- Bendicht Peter (1842–1887), Schweizer Offizier und Beamter
- Benedikt von Peter (* 1977), deutscher Regisseur
- Birgit Peter (Kulturmanagerin) (1954–2020), deutsche Kulturmanagerin und Literaturkuratorin
- Birgit Peter (Ruderin) (* 1964), deutsche Ruderin
- Birgit Peter (Handballspielerin) (* 1969), deutsche Handballspielerin
- Brunhilde Peter (1925–2014), deutsche Politikerin (SPD)

### C
- Carl Peter (1866–1942), deutscher Komponist
- Catherine Ziegler Peter (1947–2022), Schweizer Mitbegründerin der Frauenzunft
- Charlotte Peter (1924–2020), Schweizer Historikerin, Journalistin und Autorin
- Christian-Friedrich Peter (1922–2005), deutscher Bäcker, Handwerksfunktionär und Politiker (CDU)
- Christoph Peter (Lehrer) (Petraeus; 1626–1669), deutscher Lehrer und Kantor in Guben
- Christoph Peter (Komponist) (1927–1982), deutscher Komponist, Musiklehrer und Pianist
- Christoph Franz Peter (1860–19??), deutscher Bildhauer
- Christoph Friedrich Peter (1810–1843), hannoverscher Lehrer und Schulbuchautor
- Claudia Peter (Germanistin), deutsche Germanistin, Kunsthistorikerin und Journalistin
- Claudia Peter (Soziologin) (Claudia Maria Peter; * 1971), deutsche Soziologin, Ernährungswissenschaftlerin und Hochschullehrerin
- Cris Peter (* 1983), brasilianische Coloristin

### D
- Daniel Peter (1836–1919), Schweizer Chocolatier
- Dominik Peter (Politiker) (* 1986), Schweizer Politiker (GLP)
- Dominik Peter (Skispringer) (* 2001), Schweizer Skispringer

### E
- Edith Peter (* 1958), österreichische Skirennläuferin
- Edward C. Peter II, (1929–2008), US-amerikanischer Generalleutnant
- Emanuel Peter (* 1984), Schweizer Eishockeyspieler
- Emanuel Thomas Peter (1799–1873), österreichischer Maler
- Erich Peter (Dirigent) (1901–1987), deutscher Dirigent und Hochschullehrer
- Erich Peter (1919–1987), deutscher Generaloberst
- Erich Peter (Jazzbassist) (1935–1996), Schweizer Jazzbassist
- Eugen Meyer-Peter (1883–1969), Schweizer Wasserbauingenieur und Hochschullehrer
- Erwin Peter (* 1928), österreichischer Schriftsteller

### F
- Fabian Peter (* 1976), Schweizer Politiker (FDP)
- Florian Peter (* 2000), deutscher Sportschütze
- Frank Peter (Musiker) (* 1958), deutscher Musiker und Musikpädagoge
- Frank Peter (Radsportler) (* 1967), deutscher Radsportler
- Frank-Manuel Peter (* 1959), deutscher Tanzwissenschaftler
- Frank Werner Peter (1954–2024), deutscher Chirurg und Hochschullehrer
- Franz Peter (Unternehmer) (1854–1935), böhmisch-österreichischer Unternehmer, Fotograf und Verleger
- Franz Peter (Montanwissenschaftler) (1872–1955), österreichischer Montanwissenschaftler und Hochschullehrer
- Franz Peter (Jagdflieger) (1896–1968), österreichischer Jagdflieger
- Franz Peter (Ringer), deutscher Ringer
- Franz Josef Peter (1789–1865), deutscher Politiker, MdL Baden
- Franziska Peter (* 1980), deutsche Künstlerin
- Friedrich Peter (Bischof) (1892–1960), deutscher Geistlicher, Bischof der Kirchenprovinz Sachsen
- Friedrich Peter (Politiker) (1921–2005), österreichischer Politiker (FPÖ)
- Fritz Peter (Mathematiker) (1899–1949), deutscher Mathematiker
- Fritz Peter (Sänger) (1925–1994), Schweizer Sänger (Tenor)
- Fritz Peter (General) (* 1927), deutscher Generaloberst

### G
- Geoffrey fitz Peter, 1. Earl of Essex († 1213), englischer Adliger und Justitiar
- Georg Peter, deutscher Komponist
- Georg Peter-Pilz (1907–1988), deutscher Schauspieler und Hörspielsprecher
- George Peter (1779–1861), US-amerikanischer Politiker
- Gerd Peter (* 1941), deutscher Politikwissenschaftler und Arbeitswissenschaftler
- Gottfried Peter (* 1945), deutscher Fußballspieler
- Gunnar Peter, deutscher American-Football-Spieler
- Gustav Peter (1833?–1919), Komponist

### H
- H A Peter (1904–1977), österreichisch-schwedischer Komponist und Musiker
- Hans Peter (Unternehmer) (1856–1945), deutscher Kunstgewerbler und Unternehmer
- Hans Peter (Wirtschaftswissenschaftler) (1898–1959), deutscher Wirtschaftswissenschaftler und Hochschullehrer
- Hans Peter (Jurist) (1923–1985), Schweizer Jurist und Rechtshistoriker
- Hans-Hartmut Peter (* 1942), deutscher Mediziner
- Hansheinrich Meier-Peter (* 1939), deutscher Schiffbauingenieur und Hochschullehrer
- Hans-Rolf Peter (1926–2020), deutscher Maler
- Heidi Peter-Röcher (* 1960), deutsche Prähistorikerin
- Heinrich Peter (Politiker) (1801–1877), deutscher Politiker, MdL Kurhessen
- Heinrich Peter (Architekt) (1893–1968), Schweizer Architekt und Baumeister
- Heinrich Peter (Hockeyspieler) (1910–nach 1938), deutscher Hockeyspieler
- Heinrich Meier-Peter (1838/1839–1917), deutscher Geistlicher, Superintendent von Hattingen
- Heinz Peter (1924–1993), deutscher Lithograf, Radierer, Zeichner und Maler
- Helmut Peter (* 1948), österreichischer Hotelier und Politiker (FPÖ, LiF)
- Helwin Peter (* 1941), deutscher Politiker (SPD)
- Herbert Peter (Politiker) (1921–2000), deutscher Politiker (NPD), MdL Hessen
- Herbert Peter (Komponist) (1926–2010), deutscher Komponist und Chorleiter
- Hermann Peter (Altphilologe) (1837–1914), deutscher Klassischer Philologe
- Hermann Peter (Sportfunktionär) (1856–1928), deutscher Lehrer, Sportfunktionär und Politiker
- Hermann Peter (Bildhauer) (1871–1930), Schweizer Bildhauer
- Hermann Peter (Mediziner), deutscher Kinderarzt
- Horst Peter (Politiker) (1937–2012), deutscher Politiker (SPD), Pädagoge und Herausgeber
- Horst Peter (Volleyballspieler) (* 1946), deutscher Volleyballspieler

### I
- Ilka Peter (1903–1999), österreichische Volkskundlerin und Tanzpädagogin
- Ingo Peter (* 1951), deutscher Fußballspieler und -trainer
- Ira Peter (* 1983), deutsche PR- und Marketingberaterin, Autorin und Journalistin

### J
- Jan Peter (Regisseur) (* 1968), deutscher Regisseur und Drehbuchautor
- Jan-Peter (Liedermacher) (* 1986), Pseudonym eines deutschen Musikers und Liedermachers
- János Péter (1910–1999), ungarischer Politiker und Geistlicher, Bischof der reformierten Kirche
- Johann Peter (Schriftsteller, 1858) (1858–1935), österreichischer Schriftsteller
- Johann Peter (Schriftsteller, 1947) (geb. Federico Fritz; * 1947), deutscher Schriftsteller
- Johann Friedrich Peter (1746–1813), US-amerikanischer Komponist
- Johann Wenzel Peter (1745–1829), österreichischer Bildhauer und Graveur
- Johannes Peter (1791–1841), deutscher Landwirt und Mitglied der Kurhessischen Ständeversammlung
- John Peter (1937–1998), indischer Hockeyspieler
- Jörg Peter, Pseudonym von Fritz Däbritz (1919–1985), deutscher Theaterwissenschaftler
- Jörg Peter (Ingenieur) (* 1931), deutscher Bauingenieur
- Jörg Peter (Leichtathlet) (* 1955), deutscher Langstreckenläufer
- Jörg Peter (Radsportler) Schweizer Radrennfahrer
- Josef Peter (General) (auch Joseph Peter; 1852–1939), deutscher Generalmajor und Parapsychologe
- Josef Peter (Politiker) (1889–1959), österreichischer Politiker, MdL Vorarlberg
- Josef Peter (Leichtathlet) (* 1949), Schweizer Marathonläufer
- Joseph Peter (Leichtathlet) (* 1949), Schweizer Langstreckenläufer
- Joseph Ignatz Peter (1789–1872), deutscher Revolutionär
- Julius Peter (Bankier) (1853–1934), deutscher Bankmanager
- Julius Peter (Mykologe) (um 1900–1970), Schweizer Pilzexperte und Fachzeitschriftredakteur
- Julius Peter (Hockeyspieler) (* 1946), tansanischer Hockeyspieler
- Jürgen Peter (Kanute), deutscher Kanute
- Jürgen Peter (Politikwissenschaftler) (* 1956), deutscher Sozial- und Politikwissenschaftler
- Jürgen Peter (Sänger) (eigentlich Jürgen Peter Schäfer), deutscher Schlagersänger

### K
- Karl Peter (Mediziner) (1870–1955), deutscher Mediziner, Anatom und Embryologe
- Karl Peter (Zahnmediziner) (1896–1959), deutscher Zahnarzt, Kieferchirurg und Hochschullehrer
- Karl Peter (Politiker), österreichischer Politiker (FPÖ), Wiener Landtagsabgeordneter
- Karl Peter (Techniker) (1917–2005), Seilbahnkonstrukteur und Erfinder
- Karl H. Peter (1918–2003), deutscher Marineoffizier
- Karl-Heinz Peter (1939–1966), deutscher Radsportler
- Karl Ludwig Peter (1808–1893), deutscher Historiker und Pädagoge
- Kathrin Peter (* 1977), Nationaltrainerin der U-20 Frauen Mannschaft des DFB
- Kira Marie Peter-Hansen (* 1998), dänische Politikerin (SF), MdEP
- Klaus Peter (Fußballspieler) (* 1936), deutscher Fußballspieler
- Klaus Peter (Philologe) (1937–2011), deutscher Philologe
- Klaus Peter (Mediziner) (* 1938), deutscher Anästhesist und Hochschullehrer
- Klaus Peter (Leichtathlet) (* 1940), deutscher Hammerwerfer

### L
- Laurence J. Peter (1919–1990), US-amerikanischer Pädagoge
- Levente Péter (* 1986), rumänischer Eishockeyspieler
- Levin Peter (* 1985), deutscher Regisseur
- Lieselotte Peter (1917–2000), deutsche Leichtathletin
- Lilian Peter (* 1981), deutsche Schriftstellerin und Übersetzerin
- Lore Sandoz-Peter (1899–1989), Schweizer Unternehmerin
- Lothar Peter (* 1942), deutscher Soziologe
- Louis Peter (1841–1921), deutscher Unternehmer
- Luise Peter (1906–1979), deutsche Politikerin (SPD)

### M
- Maja Peter (* 1969), Schweizer Journalistin und Autorin
- Marc Peter (1873–1966), Schweizer Jurist, Politiker, Diplomat und Heimatforscher
- Marc-Roland Peter (1941–2001), Schweizer Journalist und Politiker (SVP)
- Margaretha Peter (1794–1823), Schweizer religiöse Anführerin
- Maria Peter-Reininghaus (1883–1934), österreichische Bildhauerin, Malerin und Grafikerin
- Maria W. Peter (* 1976), deutsche Schriftstellerin
- Martha Parke Custis Peter (1777–1854), US-amerikanische Stiefenkelin von George Washington
- Martin Peter (1928–2002), Schweizer Physiker
- Mauro Peter (* 1987), Schweizer Sänger (Tenor)
- Michael Peter (Hockeyspieler) (1949–1997), deutscher Hockeyspieler
- Michael Peter (Ruderer) (* 1968), deutscher Ruderer
- Michel Peter (1824–1893), deutscher Mediziner, Epidemiologe der Ornithose
- Miklós Péter (1906–1978), ungarischer Turner

### N
- Nicolas Peter (* 1962), deutscher Manager, Vorstandsmitglied und Kuratoriumsmitglied
- Niklaus Peter (* 1956), Schweizer evangelisch-reformierter Theologe und Publizist

### O
- Olivia Peter (* 1985), österreichische Hörfunkmoderatorin
- Oskar Peter (1920–1998), deutscher Organist, Pianist und Hochschullehrer
- Oskar-Erich Peter (1898–1989), deutscher Erfinder und Ingenieur
- Otto Peter (Politiker, I), deutscher Politiker, MdL Schwarzburg-Rudolstadt
- Otto Peter (Illustrator) (1864–??), deutscher Zeichner und Illustrator
- Otto Peter (Politiker, 1866) (1866–nach 1921), deutscher Politiker (SPD), MdL Preußen
- Otto Peter (Jurist) (1887–1967), Schweizer Richter und Politiker (FDP)
- Otto Peter (Sänger, 1922) (* 1922), Schweizer Sänger (Bariton) und Gesangslehrer
- Otto Peter (Sänger, 1931) (* 1931), Schweizer Sänger (Bariton)

### P
- Patrick Peter (Sportfunktionär), französischer Motorsportfunktionär
- Patrick Peter (Eishockeyspieler) (* 1994), österreichischer Eishockeyspieler
- Paul Peter (1922–1993), österreichischer Politiker (SPÖ, DFP/FPÖ)
- Percy Peter (1902–1986), britischer Schwimmer und Wasserballspieler
- Peter Peter (Rennfahrer) (* 1943), österreichischer Automobilrennfahrer und Unternehmer
- Peter Peter (Autor) (* 1956), deutscher Autor und Journalist
- Philipp Peter (* 1969), österreichischer Automobilrennfahrer
- Prosper Peter (* 2007), französisch-nigerianischer Fußballspieler

### R
- Ralf Peter (Fußballtrainer) (* 1961), deutscher Fußballtrainer
- Ralf Peter (Sänger) (* 1968), deutscher Countertenor
- Ralf Uwe Peter (* 1959), deutscher Dermatologe und Hochschullehrer
- Reiko Peter (* 1989), Schweizer Squashspieler
- Richard Peter (1895–1977), deutscher Fotograf und Journalist
- Richard Peter jun. (1915–1978), deutscher Fotojournalist
- Rico Peter (Schauspieler), Schweizer Schauspieler
- Rico Peter (Bobfahrer) (* 1983), Schweizer Bobfahrer
- Robert Peter (Mediziner) (1805–1894), US-amerikanischer Botaniker, Chemiker und Mediziner
- Robert Peter (Ingenieur) (1893–1972), Schweizer Ingenieur
- Róbert Péter (* 1983), rumänischer Eishockeyspieler
- Rózsa Péter (1905–1977), ungarische Mathematikerin
- Rudolf Peter (Bibliothekar) (1857–1918), deutscher Bibliothekar und Klassischer Philologe
- Rudolf Peter (Pädagoge) (1884–1949), deutscher Pädagoge
- Rudolf Peter (Widerstandskämpfer) (1889–1945), deutscher Gewerkschafter und Widerstandskämpfer
- Rudolf Peter (Mediziner) (1900–1966), tschechischer Gynäkologe und Hochschullehrer

### S
- Samuel Peter (* 1980), nigerianischer Boxer
- Sandra Peter (* 1972), deutsche Tischtennis- und Tennisspielerin
- Sergio Peter (* 1986), deutscher Fußballspieler
- Sigfrid Peter (1939–1997), österreichischer Politiker (Grüne)
- Simone Peter (* 1965), deutsche Politikerin (Bündnis 90/Die Grünen)
- Staffan Peter (* 2003), deutscher Handballspieler
- Stefan Peter (* 1964), deutscher Schwimmer
- Stefanie Peter, bekannt als Steff la Cheffe (* 1987), Schweizer Rapperin
- Susi Peter (1923–1968), österreichische Schauspielerin

### T
- Thilo Peter, deutscher Politiker und Unternehmer
- Thomas Peter (Atmosphärenwissenschaftler) (* 1958), deutscher Physiker und Hochschullehrer
- Thomas Peter (Autor) (* 1964), deutscher Polizeibeamter und Kriminalautor
- Thomas Peter (Komponist) (* 1971), Schweizer Musiker und Komponist
- Tim Peter (* 1997), deutscher Volleyballspieler

### U
- Ulrich Peter (Regisseur) (* 1941), Schweizer Opernregisseur
- Ulrich Peter (Theologe) (* 1952), deutscher Theologe und Historiker
- Ulrike Peter (* 1966), deutsche Numismatikerin
- Ursel Peter (1923–1970), österreichische Dichterin
- Ursula Peter (1924–1989), deutsche Gitarristin

### V
- Valeria Peter Predescu (1947–2009), rumänische Volksmusikinterpretin
- Verena Peter (* 1954), deutsche Schauspielerin

### W
- Walter Peter (Künstler, 1900) (1900–1984), deutscher Bildhauer und Grafiker
- Walter Peter (Künstler, 1902) (1902–1997), Schweizer Bildhauer
- Walter Peter (Politiker, I), deutscher Gewerkschafter und Politiker, MdL Sachsen-Anhalt
- Walter Peter (Politiker, 1926) (1926–1994), österreichischer Politiker (SPÖ)
- Werner Peter (* 1950), deutscher Fußballspieler
- Wilhelm Peter (1865–nach 1936), deutscher Architekt
- Willi Peter (1907–1978), deutscher Orgelbauer
- Wolfgang Peter (Sportfunktionär) (* 1927), deutscher Gewichtheber, Gewichthebertrainer und Sportfunktionär
- Wolfgang Peter (Künstler) (1937–2016), deutscher Maler und Performancekünstler
- Wolfgang Peter (Leichtathlet) (1938–2015), deutscher Leichtathlet und Leichtathletiktrainer
- Wolfgang Peter (Biologe) (* 1957), deutscher Biologe und Zoodirektor

### Y
- Yukio Peter (* 1984), nauruischer Gewichtheber

### Z
- Zsolt Péter (* 1991), rumänischer Eishockeyspieler

## Nachbenennungen
- Blauer Peter, Signalflagge für den Buchstaben P
- Peterwagen, Funkstreifenwagen der Hamburger Polizei
- Petersfisch, ein Speisefisch
- Petermännchen, ein Fisch